# Eugenie Bernay

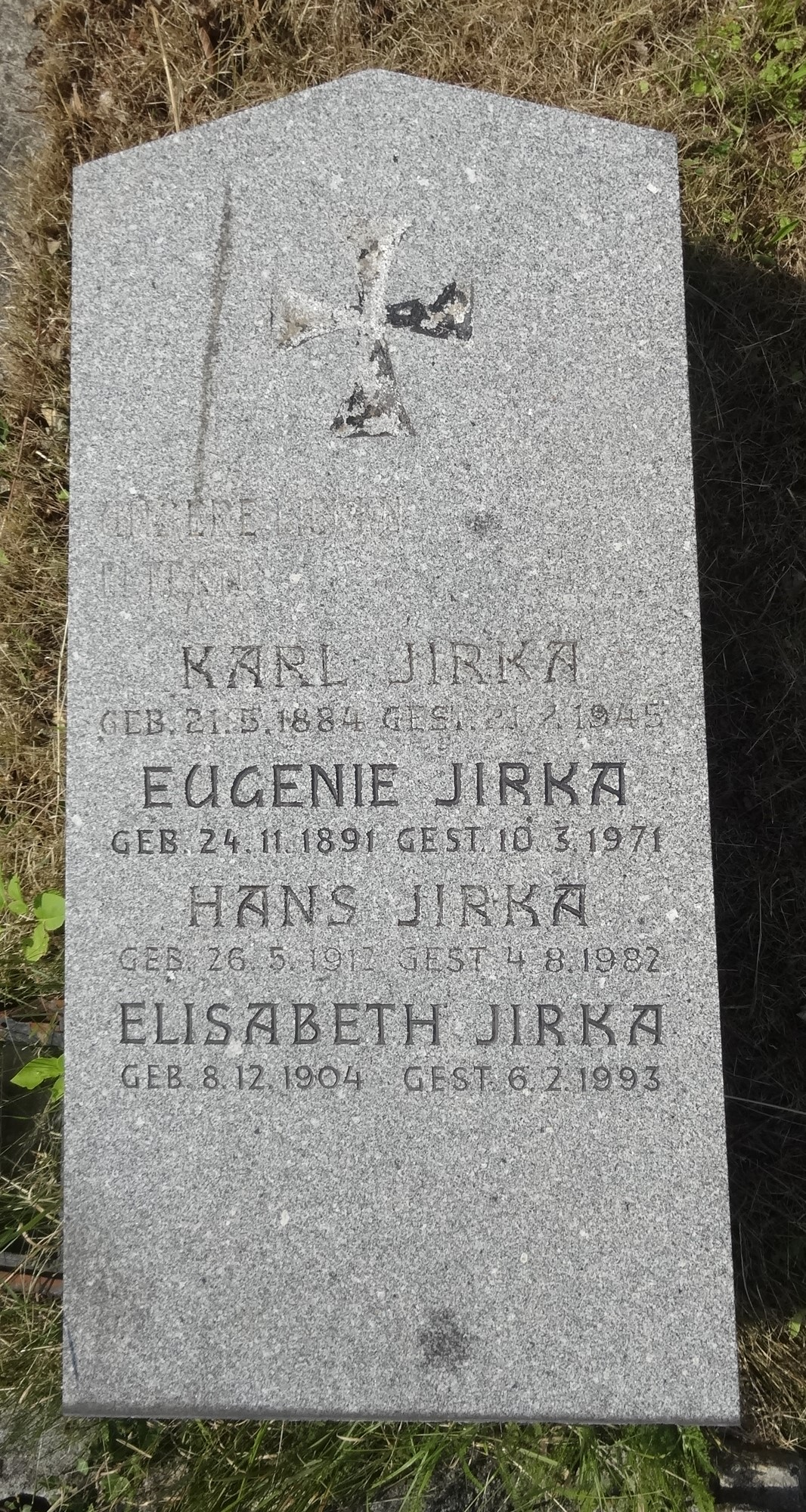
Grabstein von Eugenie Bernay und der Familie Jirka auf dem Meidlinger Friedhof in Wien

Eugenie Bernay (auch Jenny Bernay; * 24. November 1891 als Eugenie Barbara Marie Bernleithner in Chropin; † 10. März 1971 in Baden) war eine österreichische Schauspielerin.

## Leben
Eugenie Bernay war eine Tochter des Dieners und späteren Kinobesitzers Alois Bernleithner und seiner Frau Barbara, geb. Holzschuh. 1911 heiratete sie den Architekten Elias Tropp, der gemeinsam mit Felix Dörmann die Vindobona-Film-Gesellschaft gegründet hatte und auch an der Wiener-Kunstfilm-Gesellschaft beteiligt war. Nachdem sie zuvor am Johann Strauß-Theater gespielt hatte, wirkte Bernay ab 1912 in den Filmen der Vindobona (Musikantenlene, Wamperls und Siegellacks Liebesabenteuer, Die Zirkusgräfin, Das Stiefkind (fertiggestellt von der Duca Film)) sowie der Wiener Kunstfilm (Der Unbekannte, Mit Gott für Kaiser und Reich, Die Jüdin, Der König amüsiert sich) mit, ab 1917 auch in Filmen der Sascha-Film (Das schwindende Herz). Das Geheimnis des Waldes wurde 1917 von der Fabrikationsabteilung der Zentralstelle der Feldkinos hergestellt.
Nach der Scheidung von ihrem ersten Ehemann 1916 heiratete sie 1919 ihren Berufskollegen Karl Jirka und zog sich ins Privatleben zurück. Zuletzt in Wien-Döbling wohnhaft, starb sie 1971 im Krankenhaus Baden und wurde auf dem Meidlinger Friedhof in Wien beigesetzt.

## Filmografie
- 1912: Die Musikantenlene (Regie: Felix Dörmann)
- 1912: Der Unbekannte (Regie: Luise Fleck)
- 1912: Wamperls und Siegellacks Liebesabenteuer / auch: Liebesabenteuer am Attersee (Regie: Felix Dörmann?)
- 1912: Die Zirkusgräfin (Regie: Felix Dörmann)
- 1916: Mit Gott für Kaiser und Reich (Regie: Luise Fleck, Jakob Fleck)
- 1917: Das Geheimnis des Waldes (Regie: Joseph Delmont)
- 1917: Das schwindende Herz (Regie: Alfred Halm)
- 1917: Das Stiefkind (Regie: k. A.)
- 1918: Don Cäsar, Graf von Irun (Regie: Luise Fleck, Jakob Fleck)
- 1918: Gespenster (Regie: Otto Kreisler)
- 1918: Die Jüdin (Regie: Luise Fleck, Jakob Fleck)
- 1918: Der König amüsiert sich (Regie: Luise Kolm, Jakob Fleck)
- 1919: Der Fleck auf der Ehr' (Regie: Hans Rhoden)